# Laudakia nuristanica
Laudakia nuristanica är en ödleart som beskrevs av  Anderson och Alan E. Leviton 1969. 
Laudakia nuristanica ingår i släktet Laudakia och familjen agamer. Inga underarter finns listade i Catalogue of Life.